# Choi Deok-hun
Choi Deok-hun (kor. 최 덕훈; ur. 5 marca 1976) – południowokoreański zapaśnik w stylu klasycznym. Olimpijczyk z Aten 2004, gdzie zajął dziesiąte miejsce w kategorii 74 kg.
Dwukrotny uczestnik mistrzostw świata, zajął jedenaste miejsce w 2005. Dziewiąty na igrzyskach azjatyckich w 2006. Srebrny medal na igrzyskach Wschodniej Azji w 2001. Mistrz Azji w 2003 i dwukrotny brązowy medalista.